# الهجمات الصاروخية على كنجه 2020
الهجمات الصاروخية الباليستية على كنجه (بالأذرية: Gəncə bombalanmaları) هي أربع هجمات صاروخية باليستية منفصلة على مدينة كنجة، أذربيجان في أكتوبر 2020، خلال حرب مرتفعات قرة باغ 2020.
وقع الهجوم الأول في 4 أكتوبر، مما أسفر عن مقتل مدني واحد وجرح أكثر من 30، كانت واحدة من أولى الهجمات الخطيرة على المدنيين في الصراع خارج منطقة مرتفعات قرة باغ. الهجوم الثاني وقع في 8 أكتوبر. ولم ترد انباء عن وقوع اصابات. وقع الهجوم الثالث في 11 أكتوبر. وبحسب وزارة الخارجية الأذربيجانية، لقي ما لا يقل عن سبعة أشخاص مصرعهم وأصيب 33 آخرون، بينهم أطفال. كان الهجوم أحد الانتهاكات الرئيسية الأولى لوقف إطلاق النار الإنساني، الذي تم التوقيع عليه في اليوم السابق، لمحاولة وقف الصراع. وقع الهجوم الرابع في 17 أكتوبر. وبحسب التقارير الأولية، قُتل خمسة عشر مدنياً وجُرح خمسة وخمسون في الهجوم. بالإضافة إلى الخسائر في الأرواح، تم تدمير البنية التحتية أيضًا، بما في ذلك المباني السكنية والمباني الأخرى والمركبات.
اتهمت أذربيجان أرمينيا بالهجوم، لكن أرمينيا نفت مسؤوليتها عنها، اعترف جيش دفاع أرتساخ بمسؤوليته عن الهجوم الأول. أفادت هيومن رايتس ووتش أن القوات الأرمينية كانت مسؤولة عن جميع الهجمات. ووصفت الحكومة الأذربيجانية الهجوم الثالث بأنه «عمل من أعمال الإبادة الجماعية» وردت بهجوم صاروخي على أنظمة الصواريخ في منطقة كلبجر التي تحتلها أرمينيا.

## خلفية

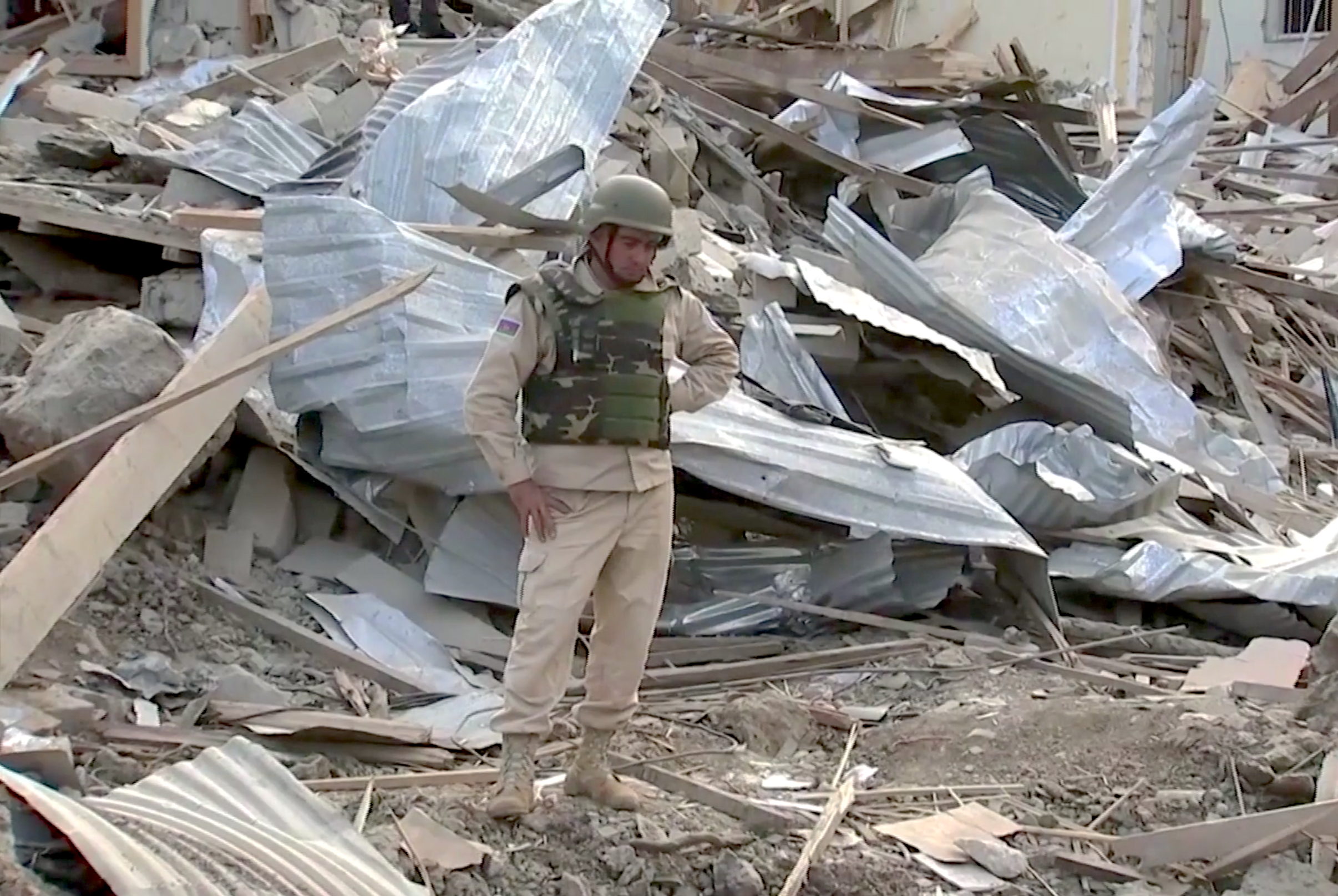
جندي أذربيجاني يقف بين أنقاض المباني السكنية المدمرة في كنجة بعد الهجمات الصاروخية الأرمينية.

في 27 سبتمبر 2020 اندلعت الاشتباكات في منطقة مرتفعات قرة باغ المتنازع عليها، والتي تسيطر عليها أرتساخ بحكم الأمر الواقع، ولكنها بحكم القانون جزء من أذربيجان. كنجة، ثاني أكبر مدينة في أذربيجان، ويبلغ عدد سكانها 335 ألف نسمة. تقع على 97 كيلومتر (60 ميل) شمال خط تماس ناغورنو كاراباخ و 241 كيلومتر (150 ميل) شرق الحدود الأرمنية الأذربيجانية.
في 4 أكتوبر، بعد الهجوم الأول، أصدر أرايك هاروتيونيان، الذي نصب نفسه رئيسًا لجمهورية أرتساخ، تحذيرًا للجيش الأذربيجاني والمدنيين لمغادرة كنجه، مدعيا أن المنشآت العسكرية موجودة بشكل دائم في المدينة. في 5 أكتوبر / تشرين الأول، أدلى المتحدث باسم رئيس جمهورية آرتساخ، فهرام بوغوسيان، مرددًا التحذير السابق لأرايك من هاروتيونيان، ببيان قال فيه «"بعد أيام قليلة أخشى أن حتى علماء الآثار لن يتمكنوا من العثور على كنجه، إستيقظوا قبل فوات الأوان"». وبحسب منظمة هيومان رايتس ووتش، فإن التهديدات بشن هجمات على أهداف غير محددة خلال فترة غير محددة، بلغة لا يقرأها سوى قلة من المدنيين الأذربيجانيين، لم تكن تحذيرات فعالة.
بدأت المحادثات الثلاثية حول الصراع بين وزراء خارجية روسيا وأرمينيا وأذربيجان في 9 أكتوبر 2020 في موسكو. شارك سيرجي لافروف، زهراب مناتساكانيان، وجيهون بيراموف في المحادثات. أصدر لافروف بيانًا مشتركًا بعد عشر ساعات من المحادثات التي انتهت في الساعة 03:00 بالتوقيت المحلي، أكد أن وقف إطلاق النار لأسباب إنسانية سيدخل حيز التنفيذ في منتصف النهار. وبعد دقائق من الموعد المقرر لبدء الهدنة، ألقى الطرفان باللوم على بعضهما البعض لخرق وقف إطلاق النار. وأكدت أذربيجان أن وقف إطلاق النار مؤقت وشددت على أنها لن تتراجع عن هدفها المتمثل في استعادة السيطرة على المنطقة.

## الهجمات

### الهجوم الأول
أصيبت كنجه بصاروخ لأول مرة في 4 أكتوبر. واتهمت أذربيجان أرمينيا بالهجوم، ونفت أرمينيا ذلك. أنكرت أرتساخ استهداف مناطق سكنية، لكن بالأحرى أهداف عسكرية، خاصة مطار كنجه الدولي،  زعم أرايك هاروتيونيان، أن المنشآت العسكرية الموجودة هناك كانت تستهدف المدنيين في ستيباناكيرت. نفت أذربيجان تقارير عن وجود أهداف عسكرية في المدينة. وفي وقت لاحق، نفت بعض وسائل الإعلام الروسية ومدير المطار نفسه هذه الإدعائات، وذكروا أن المطار لم يعمل منذ مارس بسبب وباء COVID-19، الصحفية الايرلندية، أورلا جويرين زارت المطار وقالت أنها لم تجد أي دليل على أي هدف عسكري هناك.
بحسب هيومن رايتس ووتش، تم تدمير مبنيين سكنيين، أحدهما متعدد العائلات، وتضرر حوالي 30 منزلاً في شارع علي نظامي. وأسفر الهجوم عن مقتل مدني وإصابة 30 آخرين.

### الهجوم الثاني
تعرضت كنجة للقصف مرة أخرى في 8 أكتوبر. ولم ترد أنباء عن وقوع إصابات في صفوف المدنيين لكن تضرر عدد من المباني السكنية ومدرسة.

### الهجوم الثالث
بعد يوم من توقيع وقف إطلاق النار في 10 أكتوبر، في الساعة 02:00 بالتوقيت المحلي، صرحت وزارة الدفاع الأذربيجانية أن القوات المسلحة الأرمنية في بيرد، أرمينيا،  أطلقت صواريخ سكود على كنجه  أصاب الصاروخ عمارة سكنية  ودمرها بالكامل  وصلت فرق البحث والإنقاذ بعد ذلك بوقت قصير إلى مكان الحادث. أثناء الهجوم، تم تدمير البنية التحتية الهامة في المدينة بالكامل، بما في ذلك 31 مبنى سكني، وتضررت الهياكل والمركبات في محيط الانفجار بشكل خطير. وطال الهجوم 205 أشخاص في 95 شقة. أسفر الهجوم عن مقتل عشرة أشخاص، وجرح 40 شخص، وكان من بين الضحايا نساء وأطفال. ونفت أرمينيا مسؤولية القوات الأرمينية عن الهجوم ووصفته بأنه «كذب مطلق».
أكدت هيومن رايتس ووتش أن القوات الأرمينية أطلقت صاروخ سكود-بي البالستي انفجر في حي سكني، مما أدى إلى مقتل 10 مدنيين وإصابة 34 آخرين. ولاحظت أن الحفرة ضخمة وأكثر من 20 مبنى تضررت أو دمرت في المنطقة، خلف صف من المباني التجارية متعددة الطوابق.

### الهجوم الرابع
في حوالي الساعة 1:00 من صباح يوم 17 أكتوبر بالتوقيت المحلي، أفادت السلطات الأذربيجانية بأن القوات الأرمنية أطلقت صواريخ سكود على مدينة كنجة. أفاد صحفيون عن ثلاثة انفجارات قوية في المدينة. وفقًا لمراسل وكالة ريا نوفوستي، أصابت الصواريخ مناطق سكنية مكتظة بالسكان في المدينة، ودمرت الكثير من المباني السكنية وغيرها من المباني، الأول على بعد أقل من كيلومترين (1.2 ميل) من مبنى البلدية والثانية في حي كاباز شرقي المدينة. وصرح فاسيلي بولونسكي، مراسل «دوجد»، بأنه لا توجد قواعد عسكرية وأهداف مهمة بالقرب من الأماكن التي ضربتها الصواريخ. وبحسب السلطات المحلية، فقد تم تدمير حوالي 20 منزلاً، محاصرة العديد من المدنيين تحت الأنقاض. وصلت فرق البحث والإنقاذ التابعة لوزارة حالات الطوارئ الأذربيجانية وجنود وزارة الدفاع الأذربيجانية إلى مكان الحادث واستدعوا الكلاب البوليسية لإنقاذ الجرحى واستعادة الموتى، ونفت أرمينيا مسؤوليتها عن الهجوم.

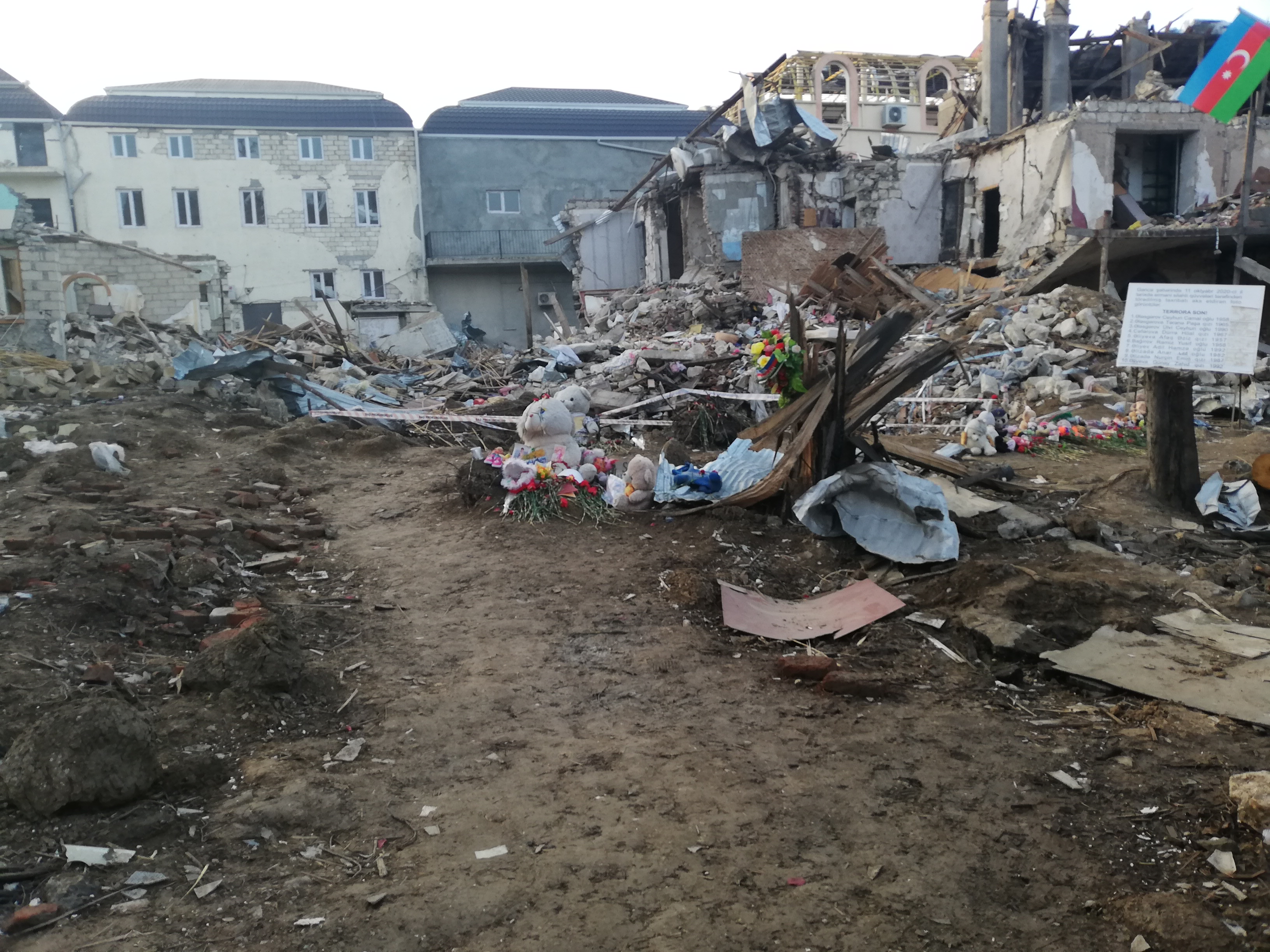
أنقاض في كنجه بعد الهجمات

وأسفر الهجوم عن مقتل 15 مدنياً، بينهم مواطن روسي يبلغ من العمر 13 عاماً، وجرح 55 آخرين.
أكدت هيومن رايتس ووتش أن القوات الأرمينية استخدمت صواريخ سكود- بي الباليستية على حيين سكنيين في كنجة حوالي الساعة 1 صباحًا، مما أسفر عن مقتل 21 مدنياً، بينهم خمسة ماتوا متأثرين بجراحهم بعد الهجوم. وشاهدوا 10 منازل مدمرة وأكثر من 20 منزلا دُمر في الموقع. بالتزامن مع الهجوم تقريبًا، أصاب صاروخ سكود-بي ثان حيًا آخر في المدينة. دمر الهجوم 15 منزلاً للعائلات أو تركها غير صالحة للسكن وألحق أضرارًا بـ 40 إلى 50 منزلاً آخر. لاحظت هيومن رايتس ووتش حفرة كبيرة وعشرات المباني السكنية المتضررة أو المدمرة وبقايا الذخيرة متناثرة في موقع الانفجار.

## الرد الأذربيجاني
في 14 أكتوبر، أعلنت أذربيجان أنها ردت على الهجوم الثالث، مدعية تدمير أنظمة الصواريخ العملياتية والتكتيكية في منطقة كالباجار الخاضعة لسيطرة أرتساخ. وبحسب أذربيجان، فإن قاذفات الصواريخ كانت تستهدف كنجه ومينغاشيفير. وأكدت أرمينيا أن مواقع داخل أرمينيا تعرضت للقصف بينما استمرت في إنكار أنها هاجمت أذربيجان.
بعد ثلاثة أيام، صرح الرئيس الأذربيجاني إلهام علييف أن القوات الأذربيجانية ردت على الهجوم الرابع، وسيطرت على فضولي وعدة قرى داخل المنطقة التي تحمل الاسم نفسه.

## ردود الفعل
نددت الحكومة الأذربيجانية بشدة بالهجمات ووصفت الهجوم الثالث بأنه «عمل من أعمال الإبادة الجماعية ضد الشعب الأذربيجاني منذ مذبحة خوجالي». ووصف علييف الهجوم الثالث بأنه جريمة حرب وانتهاك «صارخ» لوقف إطلاق النار، ووعد بـ «الانتقام المناسب». كما وصف الهجوم الرابع بأنه جريمة حرب ووعد بالرد، مضيفًا أن أذربيجان «ستعاقب» أرمينيا إذا لم يرد المجتمع الدولي، بينما اتهمت صبينة علييفا أرمينيا بدعم الإرهاب.
دوليًا، أدانت تركيا الهجومين الثالث والرابع، ووصفت الأخير بأنها جريمة حرب. أعرب السفراء القطريون الماليزيين السويسريون والبريطانيون عن تعازيهم للهجوم الثالث، بينما أدان الاتحاد الأوروبي الهجوم الرابع ووصف الأمين العام للأمم المتحدة أنطونيو غوتيريش أنه غير مقبول. ونشرت سلطات أرتساخ، التي دعت إلى إخلاء كنجة، قائمة تشير إلى أهداف عسكرية داخل المدينة.
يوم 16 أكتوبر، الأذربيجانيين، الأذربيجانيين الإيراني، والأتراك الذين يعيشون في المملكة المتحدة تجمعوا أمام مقر منظمة العفو الدولية في لندن المقر وعقدوا مسيرة احتجاجية منددة بقصف القوات المسلحة الأرمينية لعدد من المناطق في أذربيجان في اليوم التالي، نظم الأمريكيون الأذربيجانيون مسيرة في شيكاغو، أدانوا فيها الهجمات الصاروخية البالستية. في اليوم التالي، أحيى الأذربيجانيون البريطانيون ذكرى القتلى خلال الهجمات أمام السفارة الأذربيجانية في لندن، بينما نظم الأذربيجانيون الجورجيون مسيرة أمام مبنى البرلمان في تبليسي. وفي اليوم نفسه، خصص الأذربيجانيون الروس جزءًا من مدخل سفارة أذربيجان في روسيا في موسكو لإحياء ذكرى ضحايا هجوم 17 أكتوبر.
في 23 تشرين الثاني (نوفمبر)، حول عزيز سانجار، الحائز على جائزة نوبل في الكيمياء من تركيا، مبلغًا كبيرًا من المال إلى حساب مصرفي تم إنشاؤه خصيصًا لتغطية نفقات التعليم المستقبلية لخديجة شاهنازاروفا، وهي طفلة صغيرة فقدت والديها في هجوم 17 أكتوبر.